# Luxuslärm
Luxuslärm (alternativ auch LXSLRM, Eigenschreibweise LUXUSLÄRM) war eine deutsche Pop-Band aus Iserlohn, die aus fünf Mitgliedern bestand und 2006 gegründet wurde. Mit weit über 250.000 verkauften Alben war Luxuslärm eine der erfolgreichsten deutschen Bands ihrer Dekade. Nach der Auflösung 2016 ist ein Teil der ehemaligen Bandmitglieder seit 2024 als Die Lärmer wieder aktiv.

## Geschichte
Schon 2003 trat Luxuslärm unter dem Namen Blue Cinnamon als Coverband auf verschiedenen Konzerten in Nordrhein-Westfalen auf. Bei einem dieser Konzerte lernten die Bandmitglieder den Produzenten Götz von Sydow kennen, der sie anregte, eigene Musik zu schreiben. Anfang 2006 begann die Arbeit an eigenen, in deutscher Sprache geschriebenen Titeln.
Im Januar 2007 konnte die Band als Luxuslärm das NRW-Rock-It-Finale für sich entscheiden. Ein Jahr später wurde das erste Album 1000 km bis zum Meer produziert und veröffentlicht, aus dem einen Monat später die gleichnamige Single ausgekoppelt wurde, erst ausschließlich als Download dann auch als physische Single in limitierter Auflage im Handel. Zu den meisten der Stücke auf dem Album steuerte Götz von Sydow Musik- und Textpassagen bei. Luxuslärm wurde vom deutschen Rock- und Popmusikerverband zur besten Rockband 2008, zur besten Popband 2008, für das beste Lied 2008 (Unsterblich), für das beste deutschsprachige CD-Album und mit dem Publikumspreis ausgezeichnet. Im Dezember 2008 und Frühjahr 2009 ging die Band als Vorgruppe mit Thomas Godoj auf Tournee. Am 13. Februar 2009 erschien die zweite Single Unsterblich. Das Video zur Single wurde im November 2008 gedreht.
Am 3. Dezember 2009 wurde der Band die 1 Live Krone als beste Newcomerband verliehen.
Das Lied Unsterblich gehört zum Soundtrack des Kinofilmes Vorstadtkrokodile 2.
Am 29. Januar 2010 erschien ein neues Album der Band und am 18. Dezember 2009 mit Sag es wie es ist die erste Singleauskopplung daraus. Im April 2010 hatte die Band je einen Gastauftritt in den TV-Serien Gute Zeiten, schlechte Zeiten und Unter uns, im August 2010 in der Telenovela Anna und die Liebe sowie im November 2010 bei Alles was zählt.
Am 15. Mai 2011 kündigte die Band auf ihrer Website den Ausstieg von Henrik Oberbossel, Eugen Urlacher und David Rempel zum Herbst des Jahres an. Diese wurden später Teil der 2014 gegründeten Coverband Das Wunder. Mit dem Erscheinen des dritten Studioalbums arbeitete die Band in folgender neuer Besetzung weiter: Christian Besch (Keyboards), Freddy Hau (Gitarre) und David Müller (Bass).
Im September 2011 veröffentlichte Luxuslärm ihr drittes Studioalbum Carousel und ging damit 2011/2012 auf Deutschlandtour. Am 28. September 2012 trat die Band für Nordrhein-Westfalen beim Bundesvision Song Contest 2012 an und erreichte mit dem Titel Liebt sie dich wie ich? den vierten Platz.

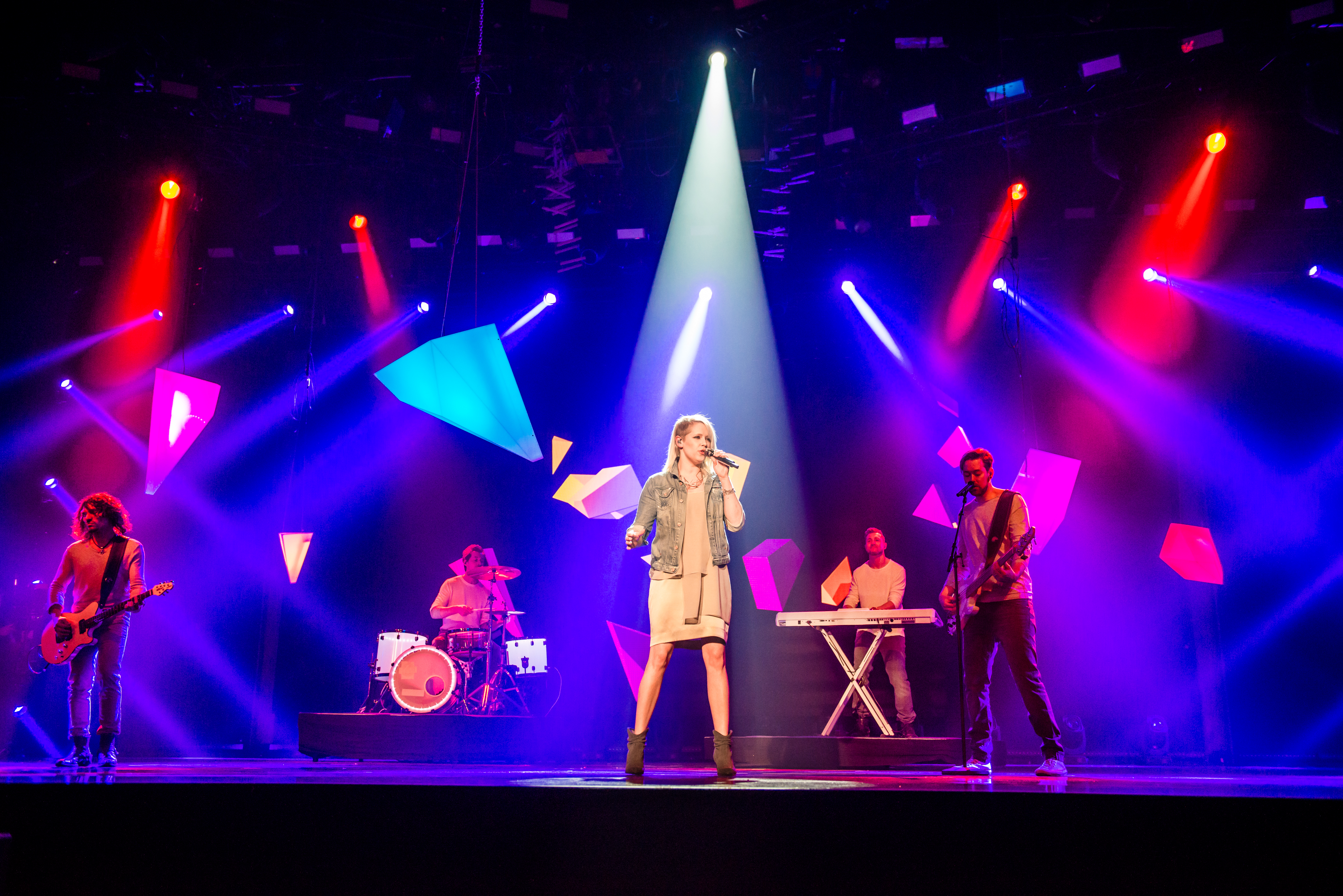
Luxuslärm beim deutschen Vorentscheid des Eurovision Song Contest 2016

Götz von Sydow bildete zusammen mit Jan Zimmer und Jana Crämer das Management der Band Luxuslärm unter dem Namen LuxusPromotion. Zusammen mit Janine Meyer bildeten die drei das eigene Musiklabel Die Opposition, rechtlich als Von Sydow, Zimmer, Meyer, Crämer GbR. Am 13. Dezember 2013 gab die Band bekannt, einen Plattenvertrag mit dem Majorlabel Universal Music abgeschlossen zu haben. Dort erschien auch ihr viertes Studioalbum Alles was du willst im März 2014.
Am 1. Oktober 2014 hatte Luxuslärm erneut einen Gastauftritt in der RTL-Soap Unter uns.
Am 25. Februar 2016 nahm die Band mit dem Lied Solange Liebe in mir wohnt am deutschen Vorentscheid des Eurovision Song Contest 2016 teil. Am 11. März veröffentlichte die Band ihr fünftes Studioalbum mit dem Titel Fallen und Fliegen, das auch ein Duett mit dem deutschen Sänger Max Mutzke beinhaltet. Das Album erschien unter der exklusiven Lizenz von Universal Music/Polydor Deutschland über das Kölner Plattenlabel Die Opposition, bei dem Sängerin Janine Meyer als Geschäftsführerin eingetragen war. Nach nur vier Tagen konnte sich Fallen und Fliegen auf Platz sieben der offiziellen album-Midweekcharts, ermittelt durch GfK Entertainment, platzieren. Nach einer Woche platzierte sich das Album schließlich auf Rang neun der deutschen Albumcharts.
Am 9. August 2016 gab die Band ihre Auflösung zum Ende des Jahres bekannt.
Ihr letztes Konzert spielte sie vor 950 Zuschauern am 30. Dezember 2016 in der Stadthalle Olpe.

### Die Lärmer

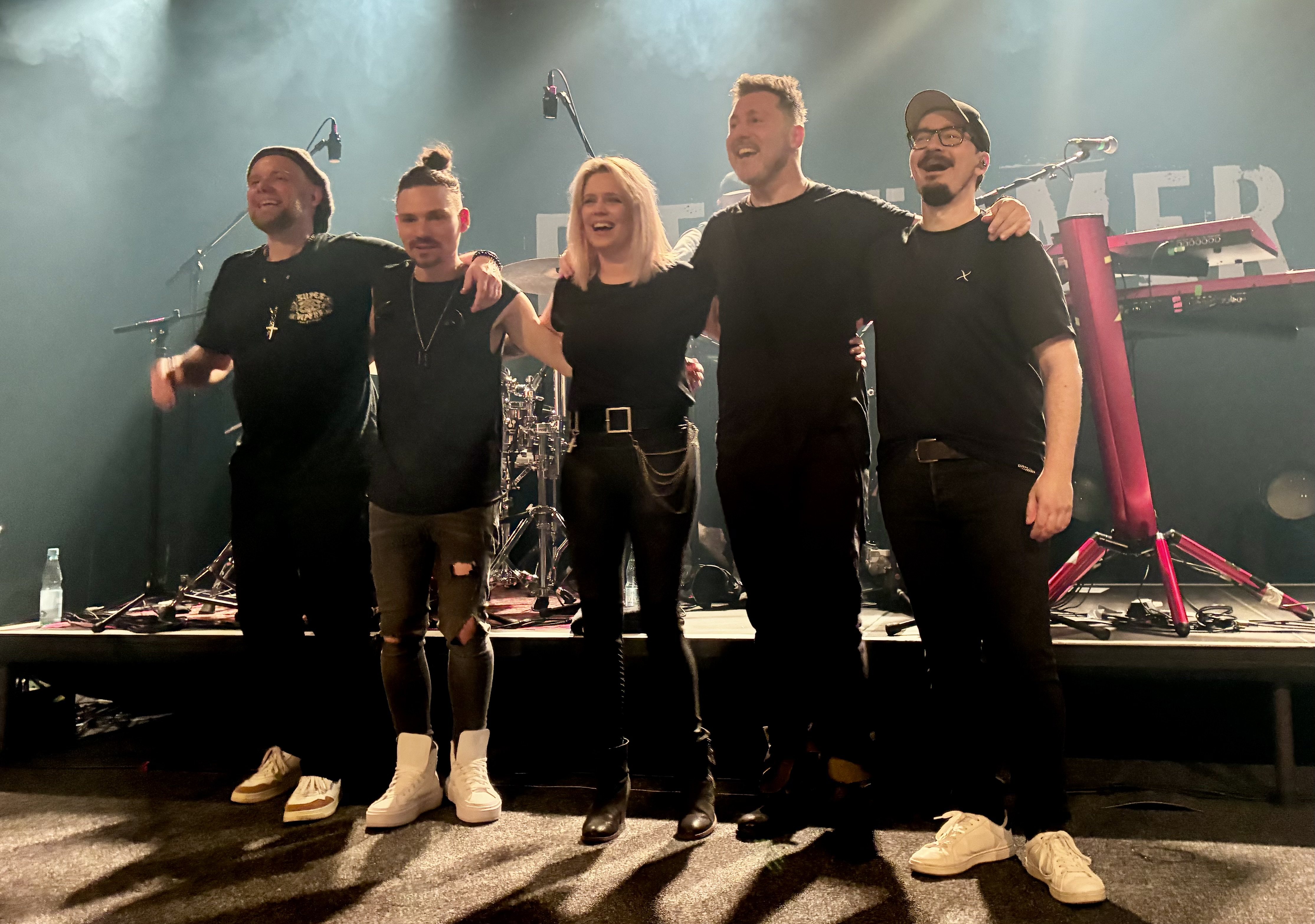
Die Lärmer während ihrer Herz Auf-Tour in Oldenburg (2025)

Am 11. Mai 2024 gab es eine Reunion der ehemaligen Bandmitglieder Janine „Jini“ Meyer, Henrik „Henne“ Oberbossel, Christian Besch, Freddy Hau und Micha Dluzak unter dem neuen Namen „Die Lärmer“, da der ursprüngliche Bandname aus rechtlichen Gründen nicht genutzt werden darf. Auf dem ursprünglich einmalig geplanten Auftritt in Hemer wurde die „Herz auf“-Tour mit 10 Terminen in ganz Deutschland bekannt gegeben, welche im März und April 2025 stattfand.

## Diskografie

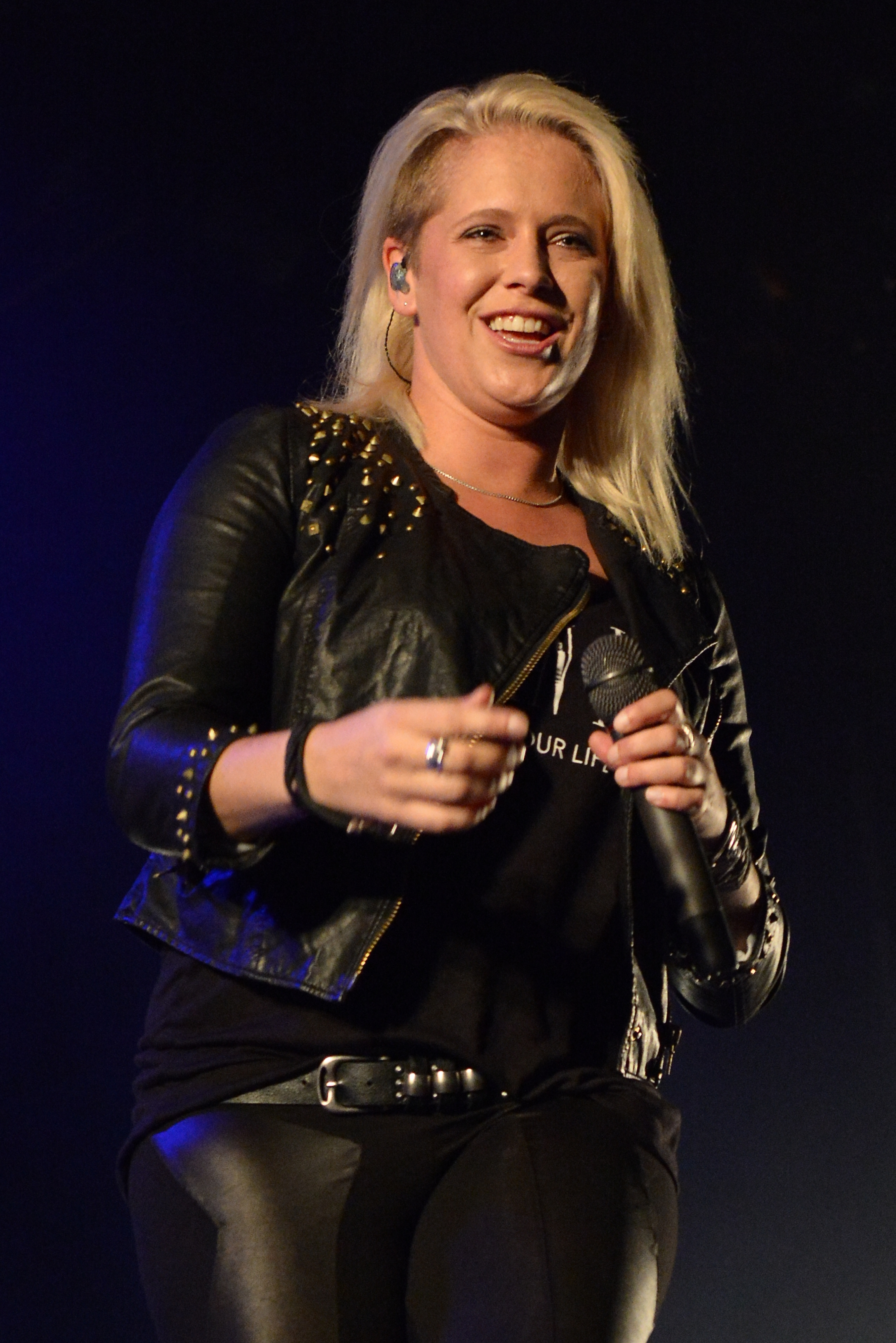
Sängerin Janine Meyer bei Essen.Original. 2015

Studioalben

| Jahr | Titel Musiklabel                                  | Höchstplatzierung, Gesamtwochen, AuszeichnungChartplatzierungen (Jahr, Titel, Musiklabel, Platzierungen, Wochen, Auszeichnungen, Anmerkungen) | Höchstplatzierung, Gesamtwochen, AuszeichnungChartplatzierungen (Jahr, Titel, Musiklabel, Platzierungen, Wochen, Auszeichnungen, Anmerkungen) | Höchstplatzierung, Gesamtwochen, AuszeichnungChartplatzierungen (Jahr, Titel, Musiklabel, Platzierungen, Wochen, Auszeichnungen, Anmerkungen) | Anmerkungen                              |
| Jahr | Titel Musiklabel                                  | DE | AT | CH | Anmerkungen                              |
| ---- | ------------------------------------------------- | --- | --- | --- | ---------------------------------------- |
| 2008 | 1000 km bis zum Meer Die Opposition (Intergroove) | — | — | — | Erstveröffentlichung: 3. Oktober 2008    |
| 2010 | So laut ich kann Die Opposition (Intergroove)     | DE13 (17 Wo.)DE | AT75 (1 Wo.)AT | CH20 (8 Wo.)CH | Erstveröffentlichung: 29. Januar 2010    |
| 2011 | Carousel Die Opposition (Intergroove)             | DE6 (9 Wo.)DE | — | CH53 (5 Wo.)CH | Erstveröffentlichung: 16. September 2011 |
| 2014 | Alles was du willst Polydor (UMG)                 | DE4 (4 Wo.)DE | AT49 (1 Wo.)AT | — | Erstveröffentlichung: 7. März 2014       |
| 2016 | Fallen und Fliegen Polydor (UMG)                  | DE9 (3 Wo.)DE | — | — | Erstveröffentlichung: 11. März 2016      |

## Auszeichnungen
2007:
- Rock-it NRW: Newcomerband[12]
- Jugend kulturell: Publikumspreis beim Vorentscheid[13]

2008:
- Dortmund sucht die Superband[14]
- Deutscher Rock- und Pop-Preis (als beste Rockband, beste Popband, beste Rocksängerin, bestes Album, bester Song, Publikumspreis)[15]

2009:
- The Dome 50 Bandcontest[16]
- 1 Live Krone[17] als bester Newcomer